# Alprostadyl
Alprostadyl – organiczny związek chemiczny z grupy prostaglandyn E; prostanoid stosowany w leczeniu zakrzepowo-zarostowego zapalenia naczyń, występujący endogennie jako prostaglandyna E1.
Alprostadyl stosuje się w okresie zaostrzenia choroby celem poprawy ukrwienia kończyn. Stanowi alternatywę dla iloprostu ze względu na rzadsze występowanie objawów ubocznych. Efekt leczenia jest szczególnie wyraźny jeśli proces chorobowy obejmuje tętnice położone poniżej stawu kolanowego.
Lek stosuje się dożylnie w dawce 40–60 μg/d.
Wykorzystywany do utrzymania drożności przewodu tętniczego po porodzie w przypadku wad siniczych do czasu zabiegu operacyjnego. Może być również używany we wstrzyknięciach do ciała jamistego w leczeniu dysfunkcji erekcji.
Do farmakologicznych analogów prostaglandyny należą: enizoprost, gemeprost, limaprost, mizoprostol i ornoprostyl.